# کارونکیو
کارونکیو (به ایتالیایی: Carunchio) یک کومونه در ایتالیا است که در استان کییتی واقع شده‌است.

## خصوصیات
کارونکیو ۳۲ کیلومترمربع مساحت و ۷۳۲ نفر جمعیت دارد و ۷۱۴ متر بالاتر از سطح دریا واقع شده‌است.